# Образ відображення
Нехай {\displaystyle f:X\to Y} — функціональне відображення множини X в множину Y.
Образом відображення (чи областю значень функції) f називається множина всіх елементів виду f(x)∈Y, тобто:
im f = {f(x)| x∈X} = f(X)      (очевидно, що f(X)⊂Y).
Ядром відображення називається множина всіх елементів виду x∈X, для яких f(x)={0}.
Точно так образом елемента або значенням відображення в точці x ∈ X при відображенні f називається такий елемент y ∈ Y, що y = f(x).
Образом підмножини А⊂X при відображенні f називається така підмножина B⊂Y, що B = {f(x)| x∈A} = f(A).
Прообразом елемента y∈Y називається множина всіх елементів виду f-1(y)∈X, де f-1(y) = {x∈X| f(x)=у}.
Прообразом підмножини B⊂Y називається множина виду f-1(B) = {x∈X| f(x)∈B}.
Не слід плутати f-1 з оберненим відображенням для бієктивного відображення.

## Приклади
1. {\displaystyle f:\{1,2,3\}\to \{a,b,c,d\}} визначена як {\displaystyle f(x)=\left\{{\begin{matrix}a,&{\mbox{if }}x=1\\d,&{\mbox{if }}x=2\\c,&{\mbox{if }}x=3.\end{matrix}}\right.}
У цьому випадку, образом множини {2,3} при відображенні f є f({2, 3}) = {c, d}, і областю значень f є {a, c, d}. Прообразом множини {a, b} є f −1({a, b}) = {1}.
2. {\displaystyle f:\mathbb {R} \to \mathbb {R} } визначена як {\displaystyle f(x)=x^{2}}.
У цьому прикладі, образом [-2,3] для відображення f є f([-2,3])=[0,9] і областю значень f є множина невід'ємних дійсних чисел. Прообразом [0,9] для f є f −1([0,9])=[-3,3].

## Властивості
З наведених визначень безпосередньо випливають такі властивості образів та прообразів для будь-яких A, A1, A2 з X та B, B1, B2 з Y:
- {\displaystyle f(A_{1}\cup A_{2})=f(A_{1})\cup f(A_{2})}
- {\displaystyle f(A_{1}\cap A_{2})\subseteq f(A_{1})\cap f(A_{2})}

- {\displaystyle f^{-1}(B_{1}\cup B_{2})=f^{-1}(B_{1})\cup f^{-1}(B_{2})}
- {\displaystyle f^{-1}(B_{1}\cap B_{2})=f^{-1}(B_{1})\cap f^{-1}(B_{2})\!}

- {\displaystyle f(f^{-1}(B))\subseteq B}
- {\displaystyle f^{-1}(f(A))\supseteq A}

- {\displaystyle A_{1}\subseteq A_{2}\to f(A_{1})\subseteq f(A_{2})}
- {\displaystyle B_{1}\subseteq B_{2}\to f^{-1}(B_{1})\subseteq f^{-1}(B_{2})}